# Martin Lopez
Martin Lopez (Stoccolma, 20 maggio 1978) è un batterista svedese di origini uruguaiane, famoso per essere stato batterista del gruppo musicale svedese Opeth dal 1998 al  2006; in precedenza faceva parte della band melodic death metal Amon Amarth.

## Biografia
Lopez incorpora nel suo modo di suonare una grande quantità di stili differenti. Sono fortemente presenti influenze latine, così come alcune influenze jazz. La sua versatilità è dimostrata dalla grande capacità di passare in modo rapido da parti rilassate e melodiche a battute veloci e brutali tipiche del death metal.
Nel 2003 ha avuto problemi legati ad una serie di attacchi di panico prima delle esibizioni degli Opeth ed è stato costretto a farsi sostituire da Martin Axenrot; il 12 maggio 2006 ha deciso di lasciare la band per dedicarsi totalmente a un suo progetto personale. Il 28 maggio 2010 Lopez ha formato i Soen, insieme al noto bassista Steve DiGiorgio, il cantante Joel Ekelöf e il chitarrista Kim Platbarzdis.

## Discografia

### Amon Amarth
- 1998 - Once Sent from the Golden Hall

### Opeth
- 1998 - My Arms, Your Hearse
- 1999 - Still Life
- 2001 - Blackwater Park
- 2002 - Deliverance
- 2003 - Damnation
- 2005 - Ghost Reveries

### Soen
- 2012 - Cognitive
- 2014 - Tellurian
- 2017 - Lykaia
- 2019 - Lotus
- 2021 - Imperial

## Equipaggiamento
Batteria
- 14" Gretsch new classic snare drum
- 10" Tama starclassic maple tom
- 12" Tama starclassic maple tom
- 13" Tama starclassic maple tom
- 14" Tama starclassic maple tom
- 16" Tama starclassic maple tom
- 2X 22" Tama starclassic kick drum

Piatti
- 20" Sabian Radia Chinese
- 14" AA Regular hats
- 16" AA El Sabor crash
- 18" AAX Dark Crash
- 7" Vault Max Splash
- 9" Vault Max Splash
- 11" Vault Max splash
- 18" HHX Studio Crash
- 20" HHX Chinese
- 14" HH Mini Chinese
- 19" AAXplosion Crash
- 20" HH Jazz Ride
- 20" AAX Metal Ride (su Deliverance)